# La Fresnaie-Fayel
La Fresnaie-Fayel település Franciaországban, Orne megyében. Lakosainak száma 51 fő (2022. január 1.). La Fresnaie-Fayel Aubry-le-Panthou, Mardilly, Ménil-Hubert-en-Exmes és Gouffern en Auge községekkel határos.

## Népesség
A település népességének változása:
| Lakosok száma | 56   | 55   | 54   | 54   | 54   | 53   | 52   | 51   |
|               | 2013 | 2015 | 2017 | 2018 | 2019 | 2020 | 2021 | 2022 |